# Gesina Smit
Gesina Smit es una deportista zimbabuense que compitió en atletismo adaptado. Ganó una medalla de plata en los Juegos Paralímpicos de Tel Aviv 1968 en la prueba de lanzamiento de jabalina (clase C).

## Palmarés internacional
| Representando a Rodesia del Sur |                   |                  |            |
| Juegos Paralímpicos             |                   |                  |            |
| Año                             | Lugar             | Medalla          | Prueba     |
| 1968                            | Tel Aviv (Israel) | Medalla de plata | Jabalina C |